# Miroslav Kostelka
Miroslav Kostelka (* 31. ledna 1951 Františkovy Lázně) je bývalý ministr obrany ČR v letech 2003 a 2004 ve vládě Vladimíra Špidly, později velvyslanec České republiky v Rusku.
V letech 1969–1974 vystudoval Vojenskou akademii v Brně, tamtéž absolvoval vyšší kurz a v letech 1986–1987 prošel postgraduálním studiem. V letech 1996 a 1997 absolvoval NATO Defence College v Římě. Od roku 1974 působil v armádě, od roku 1976 jako velitel praporu, od roku 2002 již v hodnosti generálporučíka jako zástupce náčelníka Generálního štábu.
Hovoří rusky a anglicky. Je ženatý, s manželkou Janou má dvě děti, dceru Andreu a syna Petra. Z prvního manželství má dceru Hanu.